# Pinarejo
Pinarejo es un municipio español situado en la provincia de Cuenca, en la comunidad autónoma de Castilla-La Mancha.

## Geografía

### Ubicación
Pinarejo se encuentra situado en la mancomunidad agraria denominada del Záncara, la cual forma parte de La Mancha Conquense, perteneciendo al Partido Judicial de San Clemente. Situado en el sur de la provincia de Cuenca.
Se encuentra en una zona de transición entre La Serranía y La Mancha. Limita al norte con el Castillo de Garcimuñoz, al oeste con Villar de la Encina, al sur con Santa María del Campo Rus y al este con Honrubia. La mayor parte del municipio se encuentra a una altitud superior a los 800 m. Las cotas más altas las marcan el Quinquillero, con 933 m, dentro del término municipal, y el Mojón de la Muchacha, con 959 m, en el límite con el Castillo de Garcimuñoz. El paisaje es llano y árido abundando los montes bajos de maraña y chaparro. Destacan los parajes llamados: La Montesina, el Cubo Pedraza, la Cuesta la Barga, la Paloma, el Quinquillero, Valderrobles, la Centinela, el Cubo Requena, la Nava (que es una aldea dependiente de Pinarejo que cuenta con iglesia propia), la Hoz, el Charcón y el Mojón de la Muchacha.
En relación con el clima, Pinarejo tiene clima templado mediterráneo de matiz continental, lo que provoca inviernos muy fríos y veranos muy calurosos. Las precipitaciones son escasas, ya sean en forma de lluvia, o en forma de nieve en invierno. La temperatura media es de unos 13 °C; las máximas llegan a rozar los 40 °C en verano y las mínimas bajan de cero grados en los meses de invierno.

## Demografía
Pinarejo cuenta con una población de 181 habitantes (INE 2024).
| Gráfica de evolución demográfica de Pinarejo entre 1842 y 2021                                                      |
| |
| Población de derecho según los censos de población del INE Población de hecho según los censos de población del INE |

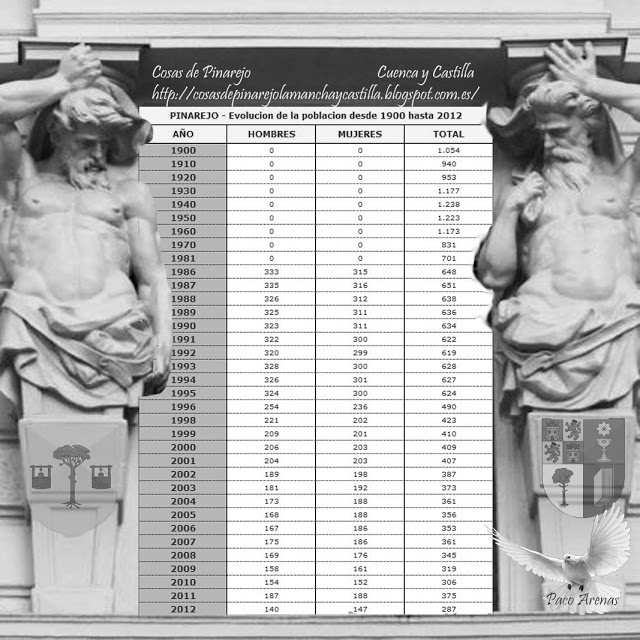
Pinarejo evolución de la población

En 1960 Pinarejo tenía 1400 habitantes censados, que por falta de trabajo tenían que marchar a la recolección de la aceituna en Andalucía, principalmente a Córdoba y Jaén, saliendo en octubre para volver al pueblo al término de ésta en marzo. Muchos de los habitantes de Pinarejo hoy nacieron en esas tierras. A partir de esa fecha el destino de los pinarejeros cambia, marchando principalmente a Sant Antony de Portmay (Ibiza), también hay una amplia colonia de descendientes de gentes de Pinarejo en Valencia y su área metropolitana, también en Madrid son bastantes numerosos.
A partir de la década de 1960 y hasta finales del siglo XX el municipio sufre un despoblamiento progresivo como consecuencia de la emigración, que se instala mayoritariamente en la ciudad de Valencia y en sus alrededores y en la localidad de San Antonio Abad en Ibiza. En la actualidad, la población está constituida sobre todo por jubilados.

## Historia
Las primeras noticias son oscuras ya que era en su nacimiento aldea de Castillo de Garcimuñoz, pueblo que a su vez estaba regido por Alarcón. Cuando Alfonso X el Sabio concedió el fuero de Cuenca (Segovia año 1256) se formó un fuerte concejo con un amplio territorio que había de ser repoblado, abarcaba más de cien kilómetros.
El Marquesado de Villena fue un amplio territorio que llegaba hasta tierras de Alicante. Don Juan Manuel heredó el Señorío de Villena. Los reyes de Aragón le concedieron el título de príncipe de Villena (1332), más tarde el de conde (1336). Don Juan Manuel erigió en villa a Castillo de Garcimuñoz el 3 de octubre de 1322, quedando bajo su jurisdicción "El Pinarejo" junto con otros lugares.
No es hasta el siglo XIV cuando Pedro I envía una carta a los herederos de Villena ortorgando el nombramiento de aldea a Pinarejo, junto con las pedanías de Nava y Moraleja en su jurisdicción (Nava: lugar donde fue herido Jorge Manrique, 8 habitantes, su ermita llamada San Martín y Moraleja 6 habitantes). Por estas fechas ya había sido construida su iglesia. Contaba entonces Pinarejo con una población de 1.880 habitantes, siendo por entonces la población de mayor tamaño en cuanto habitantes de la zona, superando a Castillo de Garcimuñoz y Santa María del Campo Rus.
Pinarejo pasó de ser aldea de Castillo de Garcimuñoz a convertirse en villa reinando Carlos III, el 23 de julio de 1765, segregándose con respecto a Castillo de Garcimuñoz. Hay que decir que el proceso se comenzó con Fernando VI, celebrando sus 250 aniversario como villa el 23 de julio de 2015.
Los primeros asentamientos datan del siglo XV cuando moradores del Castillo de Alarcón poblaron zonas contiguas.

### Pinarejo y El Quijote
Según el profesor  D. Miguel Romero Sáiz, Pinarejo aparece ya como aldea importante en "El Quijote", a pesar de ser aldea del Castillo de Garcimuñoz:  en su artículo "El Quijote otros caminos de libertad", viene a decirnos los siguiente: " Cuando sale de la Mancha coloquemos por lo que nos atañe, Mota del Cuervo como inicio en este capítulo de viaje hasta Barcelona. Después podría ser por El Provencio y Santiago de la Torre o desde Mota por los Hinojosos, tal vez desde Belmonte a Pinarejo, cualquiera de ellos nos serviría, no hay duda. Si elegimos una ruta más señorial, podemos pasar por San Clemente, con su plaza renacentista y barroca, luego El Cañavate, hacia Honrubia, después vuelta a Pinarejo, Villar de la Encina y siguiendo el río Júcar llegar hasta Valverde".  Hay constancia de que Pinarejo era un lugar de paso de diligencias. 
Recientes investigaciones dan como resultado que el Antiguo Campo de Montiel abarca hasta más allá del actual municipio de El Cañavate, quedando por tanto Pinarejo dentro del perímetro de lo que se consideraba la Mancha. Cabe la posibilidad que incluso ese "lugar de la Mancha" sea el vecino municipio de Santa María del Campo Rus, siendo Pinarejo, por tanto, uno de los lugares quijotescos donde fácilmente pudieron tener lugar las aventuras del Ingenioso hidalgo don Quijote de la Mancha y su fiel escudero Sancho Panza.
Más recientemente, el escritor Paco Arenas, en su libro Los manuscritos de Teresa Panza, sitúa Pinarejo como el lugar de nacimiento de Sancho Panza.  

## Monumentos

### Iglesia
La iglesia se construyó a finales del siglo XVII y principios del XVIII. Ha sufrido muchas reformas a lo largo de los años, es de estilo tardo-renacentista con planta de cruz latina con cuerpos bajos adosados en las esquinas del crucero y torre del campanario de planta cuadrada. Consta de una sola nave y en el centro del crucero encontramos una cúpula de media naranja apoyada en las cuatro columnas y arcos torales con pechinas. La construcción al exterior es de piedra de sillería en las esquinas y remates de zócalo, el resto de la fachada es de piedra vista y argamasa que aportan altura y robustez al conjunto. 
El retablo mayor fue destruido durante la guerra civil y reconstruido de nuevo en el año 1950. La patrona y titular es Santa Águeda cuya imagen es una bonita talla del siglo XVIII. La torre es cuadrada de tres cuerpos de sillería y cuatro huecos para campanas. La iglesia sufrió grandes destrozos durante la guerra civil española que afectaron a su parte exterior y al interior, perdiéndose el tejado de madera y también varias imágenes. Como en otros lugares de Castilla, se considera patrón a San Isidro labrador.
En principio todos los enterramientos se hacían dentro de la iglesia, más tarde en el atrio y posteriormente en un cementerio próximo. Al principio del siglo XX el cementerio actual fue ubicado fuera del casco urbano, junto al molino de viento.

### El molino de viento

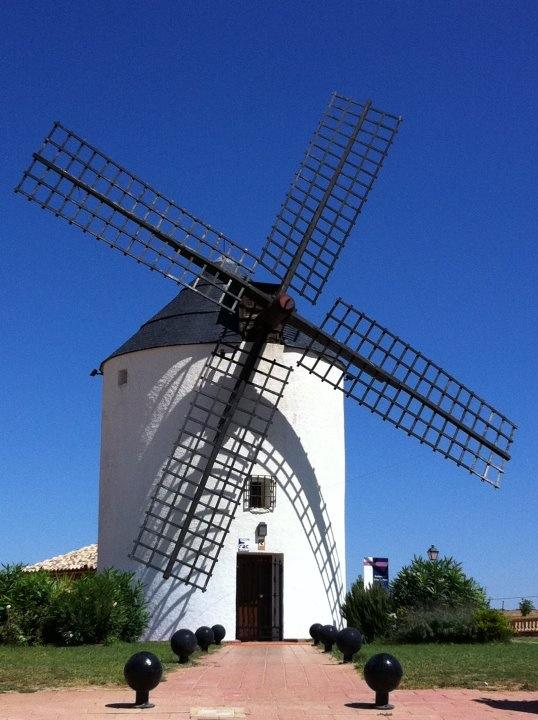
Reconstrucción del viejo molino

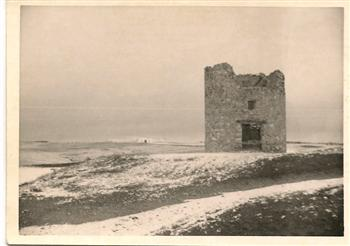
Pinarejo, antiguo molino

Molino de finales del siglo XIX, los vecinos lo usaban para moler. Con el tiempo poco a poco dejó de utilizarse y en su abandono se fue deteriorando y quedando en ruinas, aunque todavía hay personas que lo vieron moler. En la actualidad ha sido totalmente reconstruido siendo utilizado como centro cultural, ubicado en un espléndido parque, en el cual se encuentra también una ermita de nueva planta.

## Fiestas
Las fiestas patronales se celebraban tradicionalmente del 4 al 7 de febrero, en honor de la patrona Santa Águeda.   Comienzan con una gran hoguera de leña de encina “iluminaria” y fuegos artificiales en la noche de del día 4 de febrero, siendo el día 5 la fiesta principal, día de Santa Águeda, celebrando procesión con la imagen de la misma, pasando el día siguiente a celebrase el día en honor a "Santaguedilla", imagen menor de Santa Águeda que llevan en andas las mujeres, mientras que a Santa Águeda la llevan los hombres. Todos los días hay espectáculos taurinos, antiguamente vaquillas que eran toreadas por los vecinos en las plazas improvisadas hechas con carros y galeras y después remolques, en la actualidad en la plaza de toros municipal, donde también torean novilleros, el último día se celebra una comida de hermandad, que durante un tiempo se llevaba a cabo en la plaza, donde se repartía la carne de las reses, cocinándola de manera colectiva las gentes de Pinarejo,  cada familia en su sartén, rivalizando en su preparación, pues todas pasaban a ser catadas por todo aquel que lo desease.
En los últimos años también se instala un mercado medieval.
Con el objetivo de facilitar la participación de los jornaleros que en invierno se desplazaban para coger la aceituna a Andalucía, se duplicaron las fiestas patronales, porque desde tiempos inmemoriales hasta la actualidad se celebran también del 10 al 13 de septiembre, siendo el día 11 de septiembre el dedicado a Santa Águeda.
Son igualmente de interés las procesiones de Semana Santa, en especial la de las Cruces (el Vía Crucis), que se celebra en la mañana del Viernes Santo por las calles del pueblo, en la cual se recitan las estaciones en castellano antiguo, posiblemente uno de los pocos lugares de Castilla donde se mantiene la tradición de recitar en el castellano del siglo XVI.
Otras fiestas importantes, puede ser el Jueves lardero, y antiguamente el día de San Pedro, 29 de junio, que era el día de la fiesta de los segadores, único día de asueto de esa dura labor.

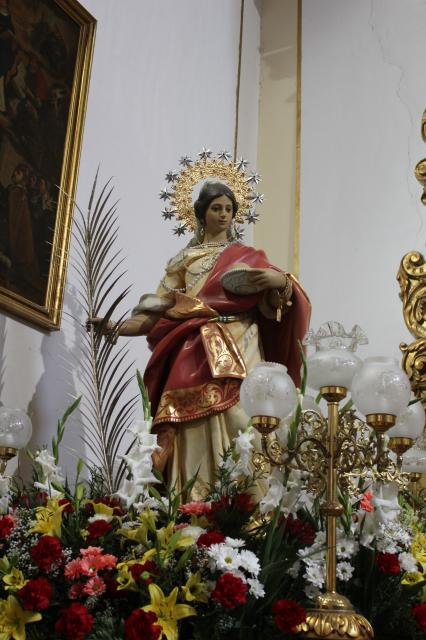
Santa Águeda,

### Otros lugares de interés
Junto al mencionado parque del Molino de viento, en Pinarejo hay un segundo parque, junto a las antiguas escuelas. Cabe destacar también el Mirador de la divina Pastora, el centro del pueblo desde el cual se divisa la llanura manchega, el molino y el cementerio, por encima de los tejados, también el antiguo camposanto, a espaldas de la iglesia, ha sido rehabilitado en un jardín. También el paraje de la Montesina, donde se ubica la famosa cueva de la Montesina, también de especial interés la cueva de las Grajas, el Pozo de las Pitas, donde se encuentran restos fósiles o la Pisa del Buey, posiblemente una pisada de algún dinosaurio fosilizada.

## Administración
| Periodo   | Nombre                           | Partido |
| --------- | -------------------------------- | ------- |
| 1979-1983 | Antonio Olmedilla Pinedo         | UCD     |
| 1983-1987 | Manuel Carretero Requena         | PCE     |
| 1987-1991 | Manuel Carretero Requena         | PCE     |
| 1991-1995 | Francisco Torrijos Aragón        | PP      |
| 1995-1999 | María del Carmen Navarro Requena | PSOE    |
| 1999-2003 | María del Carmen Navarro Requena | PSOE    |
| 2003-2007 | María del Carmen Navarro Requena | PSOE    |
| 2007-2011 | María del Carmen Navarro Requena | PSOE    |
| 2011-2015 | María del Carmen Navarro Requena | PSOE    |
| 2015-2019 | María del Carmen Navarro Requena | PSOE    |
| 2019-2023 | María del Carmen Navarro Requena | PSOE    |
| 2023-act. | María del Carmen Navarro Requena | PSOE    |